# Lídia Mercedes
Lídia Mercedes Oliveira Soares, conhecida também por Têdi, é uma política brasileira. Foi prefeita da cidade de Conceição de Macabu no estado do Rio de Janeiro.

## Biografia
Assistente Social formada pela Universidade Federal Fluminense (UFF), Professora da Rede Estadual de Ensino, com vários cursos nas áreas de Saúde, Políticas Públicas e Recursos Humanos, tornou-se uma figura importante na política de Conceição de Macabu. Lídia Mercedes foi Secretária de Promoção e Desenvolvimento Social (1989-1992), foi a vereadora (1996), mais votada na história do município, com 633 votos. Foi candidata a Prefeita no ano de 2000 (3829 votos) e 2004 (4461 votos), sempre pela legenda do Partido dos Trabalhadores - PT. Em 2006, assumiu a Prefeitura Municipal de Conceição de Macabu, em substituição ao prefeito cassado. Tomou posse e governou por 13 dias, por decisão da Justiça Eleitoral.[carece de fontes?]
No dia 5 de outubro de 2008 foi a primeira mulher eleita prefeita no município com 5068 votos.
Nas eleições de 07 de outubro de 2012 foi reeleita prefeita de Conceição de Macabu, com 6.263 votos (47,5%).
No dia 19 de novembro de 2013, por seis votos a zero (unanimidade) o TRE/RJ condenou-a por ter abusado do poder político e econômico na última eleição, por contratação irregular e distribuição de pontos para taxistas durante o período eleitoral.
No dia 11 de dezembro de 2013, Lídia Mercedes, foi indiciada pela Polícia Federal, na Operação Ave de Fogo, acusada de participar de um esquema fraudulento que desviou R$ 4 milhões da Secretaria de Educação do município, recursos estes que deveriam ter sido utilizados na merenda e transporte escolares. 